# Miosite ossificante
La  miosite ossificante è una miosite reattiva. Si ha come risposta ad un trauma con formazione di tessuto osseo nell'ambito muscolare, e non è da non confondere con forme tumorali.

## Epidemiologia
La sua incidenza è maggiore nei maschi adolescenti; si sviluppa prevalentemente negli arti.

## Tipologia
La sua forma localizzata è caratterizzata dalla formazione di tessuto osseo all'interno dei muscoli scheletrici, in seguito a ripetuti traumi. La sua forma generalizzata è autosomica dominante; quando si manifesta si accompagna ad aplasia del pollice o di altre dita.

## Diagnosi
Attualmente sono in corso studi per comprendere l'efficacia diagnostica della risonanza magnetica per differenziare la forma proliferativa da quella ossificante.

## Segni e sintomi
Questa forma di miosite si presenta con dolore.

## Trattamento
Spesso la guarigione è spontanea e non prevede alcun trattamento.